# Desa Sukahati (administrativ by i Indonesien, lat -7,28, long 107,87)
Desa Sukahati är en administrativ by i Indonesien.   Den ligger i provinsen Jawa Barat, i den västra delen av landet, 160 km sydost om huvudstaden Jakarta.